# Love Crimes (1992)
Love Crimes is een Amerikaanse erotische thriller uit 1992 geregisseerd door Lizzie Borden.

## Verhaal
Dana Greenway is assistent van een openbaar aanklager. Samen met  politie-agente Maria Johnson gaat ze op zoek naar David Hanover, een perverse fotograaf die vrouwen seksueel lastig valt. Dana gaat undercover en doet zich voor als een schooljuffrouw. Ze wordt verleid door David die naaktfoto's van haar neemt. Aan de hand van flashbacks komt de kijker te weten dat Dana in haar kinderjaren door haar vader werd misbruikt en mishandeld.

## Rolverdeling
| Acteur         | Personage         |
| -------------- | ----------------- |
| Sean Young     | Dana Greenway     |
| Patrick Bergin | David Hanover     |
| James Read     | Stanton Gray      |
| Arnetia Walker | Lt. Maria Johnson |
| Fern Dorsey    | Colleen           |

## Productie
Sean Young werd gecast voor de hoofdrol maar op de eerste draaidag werd duidelijk dat ze het script nooit had gelezen. Door toedoen van Young, Harvey Weinstein, Miramax en distributeurs werden er dagelijks wijzigingen doorgevoerd tot tegenzin van regisseur Lizzie Borden. Borden werd niet meer betrokken bij de post-productie en de flashbacks in de film werden door regisseur Kit Carson toegevoegd. Lizzie Borden wilde haar naam niet aan de film verbinden, maar Harvey chanteerde haar door te zeggen dat hij dan haar carrière zou verwoesten. Volgens Lizzie Borden werd de film opzettelijk aangepast met erotische scènes om meer publiek te lokken, desondanks flopte de film.

## Nominatie
| Westrijd                     | Categorie     | Ontvanger(s) | Resultaat   | Ref.  |
| ---------------------------- | ------------- | ------------ | ----------- | ----- |
| Golden Raspberry Awards 1992 | Worst Actress | Sean Young   | Genomineerd | [ 2 ] |